# Lanugo picta
Lanugo picta là một loài tò vò trong họ Ichneumonidae.